# Water Cay
Water Cay ist eine unbewohnte Insel in der Kette der westlichen Caicos-Inseln. Sie gehört politisch zum britischen Überseegebiet der Turks- und Caicosinseln.
Die kleine Insel ist Teil einer Gruppe von etwa 20 flachen Sandinseln, die zwischen der Westküste von North Caicos und der Nordostküste von Providenciales liegen. Water Cay ist nur durch einen schmalen Meeresarm von dem östlich angrenzenden Pine Cay getrennt; der Durchgang ist heute im Norden so stark versandet, dass die Nachbarinsel zumindest bei Niedrigwasser zu Fuß erreichbar ist.
Auf Water Cay befindet sich, im Gegensatz zu den östlichen Sandinselchen Pine Cay und Parrot Cay gegenwärtig keine Ferien- bzw. Bungalowanlage. Die Insel wird allerdings zum Verkauf angeboten.